# Nanna Häll
Nanna Johanna Häll, född 12 februari 1894 i Torneå, död 24 april 1977 i Esbo, var en finländsk sjuksköterska. 
Häll gjorde mycket framstående insatser inom barnavården, bland annat vid Barnets borg i Helsingfors 1922–1926 och därefter vid stadens barnsjukhus. Hon tog verksam del i planeringen av Barnkliniken som invigdes 1946 och vid vilken hon var översköterska fram till pensioneringen 1956.